# Cloruro di afnio(IV)
Il cloruro di afnio è un composto inorganico avente formula molecolare HfCl4. Questo solido incolore è il precursore di molti composti organometallici. Ha proprietà di acido di Lewis e catalizzatore per alcune reazioni di alchilazione e di isomerizzazione.
L'afnio al centro della molecola è presente in natura in piccole quantità, associato con minerali di Zirconio come lo zircone, cirtolite e la baddeleite. Nei minerali è presente una percentuale di ossido di afnio HfO2 pari a:
- Zircone: 0,05-2,0%
- Critolite: 5,5-17,0%
- Baddeleite: 1,0-1,8%

L'afnio e lo zirconio sono estratti insieme dai minerali perché sono molto simili come proprietà chimico-fisiche.

## Sintesi
L'HfCl4 è prodotto facendo reagire tetracloruro di carbonio con ossido di afnio oppure per clorurazione di polvere di carburo di afnio o di una mistura di ossido di afnio e carbonio a circa 600 °C.